# Periboeum guttigerum
Periboeum guttigerum är en skalbaggsart som beskrevs av Dilma Solange Napp och Martins 1984. Periboeum guttigerum ingår i släktet Periboeum och familjen långhorningar. Inga underarter finns listade i Catalogue of Life.